# Amaliastraat (Amsterdam)
De Amaliastraat is een relatief korte straat in Amsterdam-West, Frederik Hendrikbuurt Noord.

## Geschiedenis en ligging
Tot 1877 lag het gebied van de huidige straat als smalle noordwestelijke uitstulping in de gemeente Nieuwer Amstel en werd toen geannexeerd door Amsterdam en bestemd woningbouw. De straat kreeg per raadsbesluit 13 oktober 1897 haar naam, een vernoeming naar Amalia van Solms, echtgenote van Frederik Hendrik van Oranje. De straat begint aan het naar hem vernoemde Frederik Hendrikplantsoen en eindigt op de Kostverlorenvaart met Eerste Kostverlorenkade. Vanuit de straat voer begin 20e eeuw een veer naar de overkant en er waren plannen voor een brug in het verlengde van de Amaliastraat over de genoemde vaart. De buurt wilde de brug daar; de gemeente wilde hem laten aansluiten op de Van Hallstraat. In 1931/1932 kwam daar dan ook de Van Hallbrug, waarbij de Kostverlorenstraat de doorgaande route werd. De Amaliastraat is in de 21e eeuw een afgelegen straatje geworden. De genoemde kade is niet echt voor doorgaand verkeer; de ringstraat rondom het plantsoen evenmin.
In dit nauwe straatje heeft nimmer openbaar vervoer gereden maar wel op het aangrenzende Frederik Hendrikplantsoen. Er is geen kunst in de openbare ruimte te vinden, behalve het reliëf op nummer 5.
Meerdere steden hebben straten etc. vernoemd naar Amalia van Solms, zoals Den Haag met haar Amaliastraat.
Amsterdam kent ook een Prinses Amaliaplein, vernoemd naar Catharina-Amalia der Nederlanden.

## Gebouwen
De huisnummers lopen op van 1 tot en met 22. Het hoogste oneven huisnummer is echter nummer 9. De bebouwing begon rond 1905 met de blokken aan het plantsoen, van daaruit steeds verder richting de kade/vaart. Behalve het opvallende Amaliastraat 5 is er ook werk van architect F. Huisman jr. te zien; huisnummers 7 en 9 en Eerste Kostverlorenkade 5-9 zijn gebouwd in een verstrakte vorm van de  Amsterdamse School.

### Amaliastraat 5
Dat de oneven nummering laag blijft is te danken aan dit relatieve grote gebouw en grootste gebouw aan de straat. Het werd rond 1923 gebouwd voor de Marnixschool, komend uit de Marnixstraat, waar het schoolgebouw niet aan de eisen voldeed. Architecten Theodorus Groenveld en Theodorus Johannes Lammers zorgden voor een ontwerp in een expressieve vorm van de Amsterdamse School, te herkennen aan de twee kleuren toegepaste baksteen; de afwisseling met natuursteen en smeedijzeren versieringen. Opvallend is de bolle gevel boven de ingang. De klaslokalen werden anders tot dan niet aan lange gangen verbonden maar aan een centrale hal (halschool). Ook dit schoolgebouw ontkwam niet aan de modernisering van het onderwijs; de school vertrok en het diende even tot het onderbrengen van de projectgroep stadsvernieuwing Frederik Hendrikbuurt; later werd het omgebouwd tot kinderopvang.  De naam van de architecten zijn in een sluitsteen opgenomen. De ingang werd later opgesierd door een tableau met Christus en schapen, het werd in 1948 aangeboden door oud-leerlingen. Het gebouw werd op 18 november 2008 tot gemeentelijk monument verklaard.

## Afbeeldingen

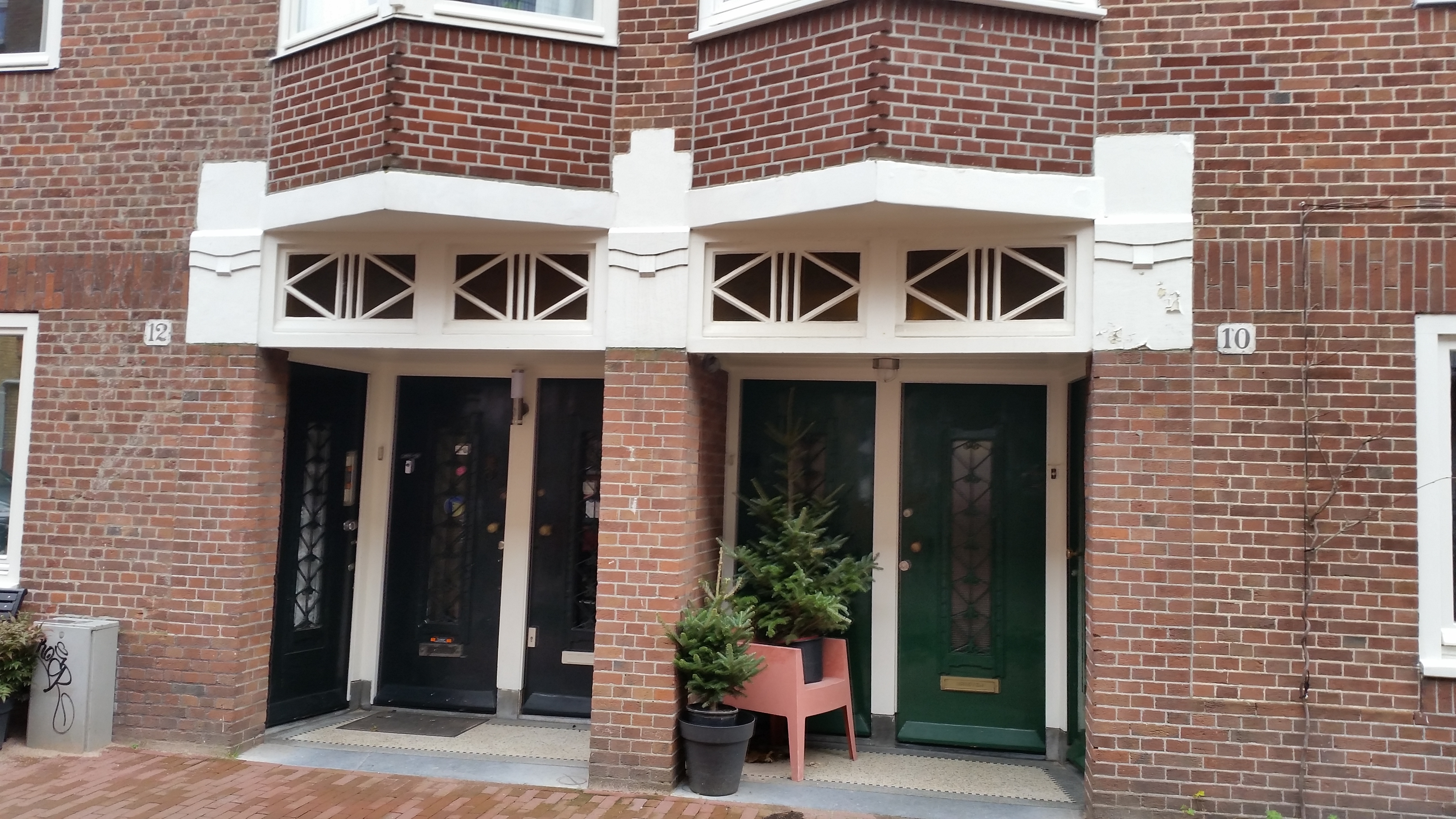
Portiek Amaliastraat 10-12 in Amsterdamse Schoolstijl (januari 2020)
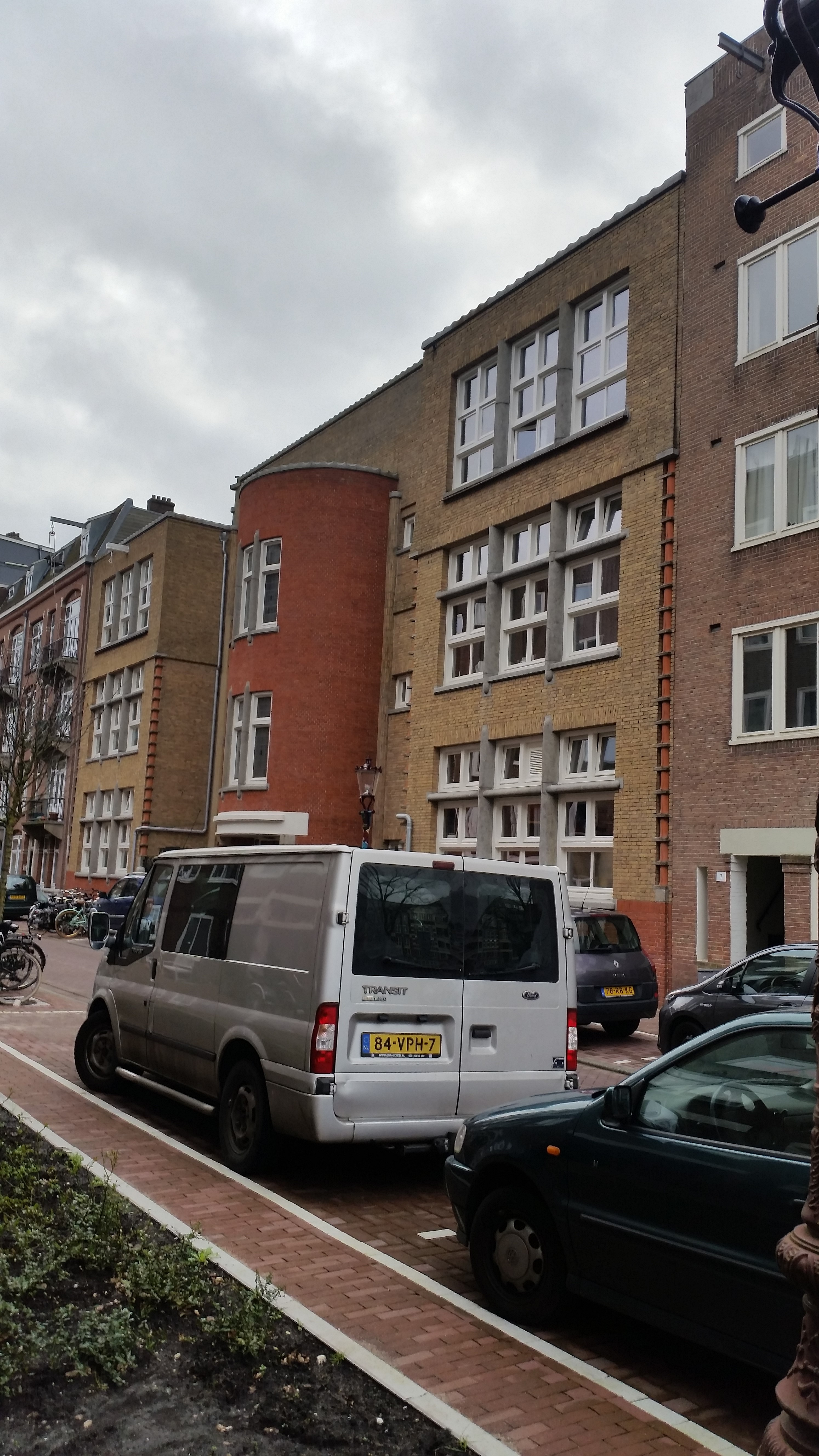
Amaliastraat 5 (januari 2020)
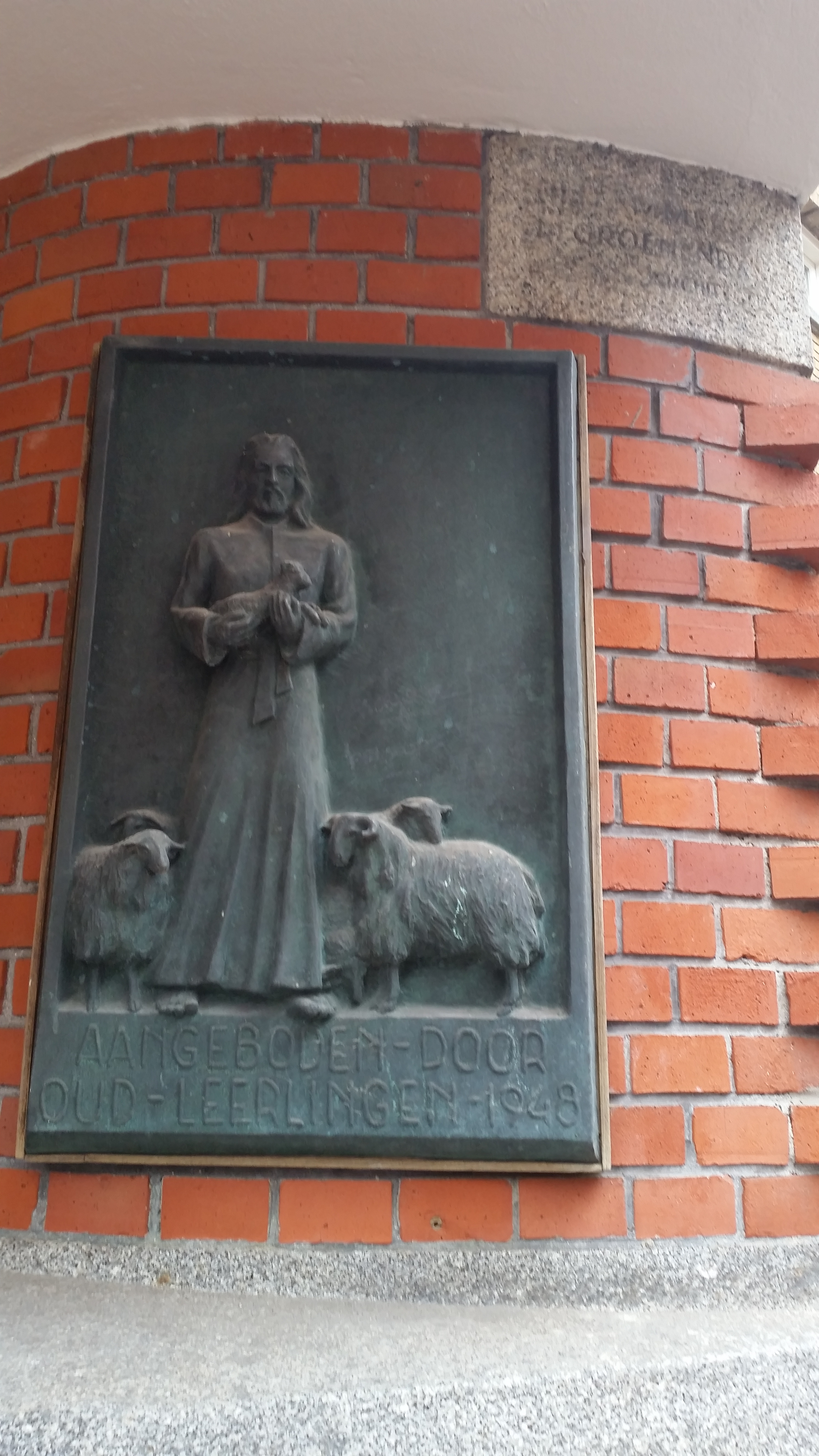
Reliëf Amaliastraat 5 (januari 2020)
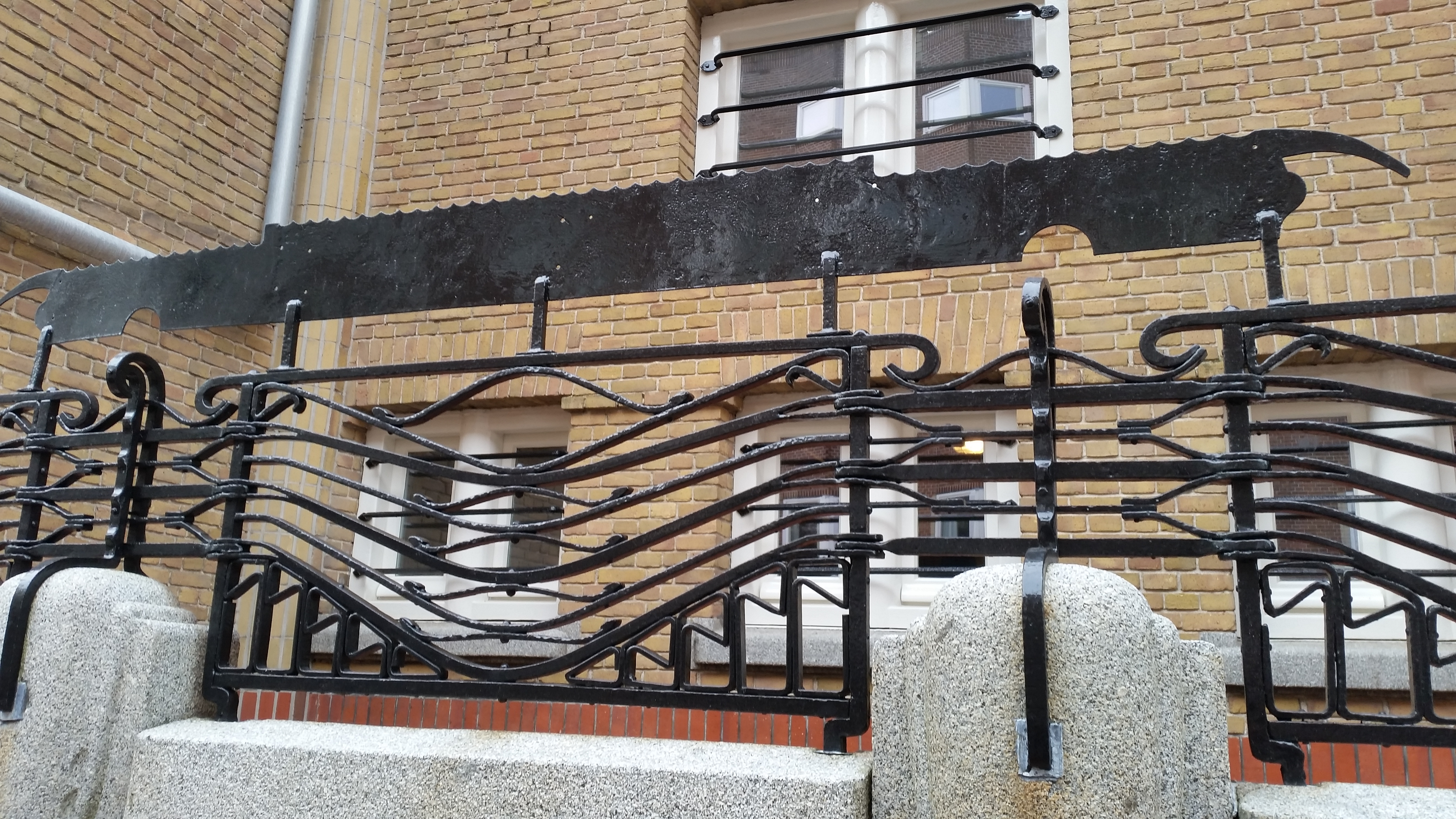
Smeedijzerwerk Amaliastraat 5 (januari 2020)